# إحداثيات ريندلر
تعد خارطة إحداثيات ريندلر أو مترية ريندلر (Rindler coordinates) أحد خرائط الإحداثيات الهامة في فيزياء النسبية، التي تمثل جزء أو سطح زمكان، يطلق عليه أيضا زمكان منكوفسكي. يصف نظام إحداثيات أو إطار رندلر إطارا مرجعيا منتظم التسارع في فضاء منكوفسكي.
في النسبية الخاصة، يخضع جسيم ذو تسارع منتظم لحركة زائدية، ولكل جسيم من هذا القبيل، يمكن اختيار إطار ريندلر بحيث يكون ساكنا.
أطلق مصطلح خارطة رندلر تكريما للفيزيائي ولفغانغ ريندلر الذي أشاع استعمالاتها، رغم معرفتها مسبقا في 1935 وفقا لورقة قدمها ألبرت أينشتين وناثان روسن.

## صلتها بالإحداثيات الكارتيزية

خارطة رندلر، لقيمة g=1، مرسومة في فضاء منكوفسكي. الخطوط المتقطعة تمثل مجموعة أفق رندلر.

للحصول على خارطة رندلر، نبدأ مع خارطة كارتيزية (عطالي مع الإطار) بمترية (على فرض c=1)
{\displaystyle ds^{2}=-dT^{2}+dX^{2}+dY^{2}+dZ^{2},\;\forall T,X,Y,Z\,.}
في المنطقة {\displaystyle \scriptstyle 0\,<\,X\,<\,\infty ,\;-X\,<\,T\,<\,X}، والتي يطلق عليها غالبا وتد رندلر، إذا رمزت g إلى التسارع الصحيح (على طول القطع الزائد x=1) لمراقب رندلر والذي يكون زمنه الصحيح معرفا بأنه مساو لزمن إحداثي رندلر (كما في الأسفل)، تعرف الخارطة الجديدة باستعمال تحويل الإحداثيات
{\displaystyle t={\frac {1}{g}}\operatorname {artanh} \left({\frac {T}{X}}\right),\;x={\sqrt {X^{2}-T^{2}}},\;y=Y,\;z=Z\,.}
ويكون التحويل العكسي
{\displaystyle T=x\,\sinh(gt),\;X=x\,\cosh(gt),\;Y=y,\;Z=z\,.}
في مخطط رندلر، يصبح عنصر الطول في فضاء منكوفسكي بالصورة
{\displaystyle ds^{2}=-g^{2}x^{2}dt^{2}+dx^{2}+dy^{2}+dz^{2},\;\forall x>0,\forall t,y,z\,.}
يعرف مراقب رندلر (أو راصد رندلر) على أنه المراقب الموجود في "وضع السكون"، أي بثبات x, y, z مع تغير t فقط بمرور الوقت.
للحفاظ على خط العالم هذا، سيتوجب على الراصد التسارع بصورة منتظمة، مع بقاء مراقبي رندلر بالقرب من x=0 (أفق رندلر) عرضة لتسارع صحيح أعلى. كل مراقبي رندلر سيكونون لحظيا في وضع السكون عند T=0 في الإطار العطالي، وفي هذا الوقت سيكون مراقب رندلر ذو التسارع الصحيح gi عند الموضعX = 1/gi (في الواقع X = c2/gi، ولكننا نفترض وحدات تصبح فيها c=1)، وهي أيضا المسافة الثابتة التي يرصدها مراقب تبعد عن أفق رندلر في إحداثيات رندلر.
إذا ضبط كل راصدي رندلر ساعاتهم على الصفر عند الزمن T=0، حينها وعند تعريف إحداثي رندلر فلنا أن نختار أي من أزمنة مراقبي رندلر الصحيحة ستساوي زمن الإحداثي t في إحداثيات ريندلر، ويعرف تسارع هذا المراقب الصحيح قيمة g أعلاه (بالنسبة لمراقبي رندلر الآخرين والمتواجدين على مسافات مختلفة عن أفق رندلر، فسيكون زمن الإحداثي مساويا ثابت ما، من مضاعفات زمنهم الصحيح). جرت العادة أن نعرف نظام إحداثي رندلر بحيث يكون مراقب رندلر الذي زمنه الصحيح متطابقا مع زمن الإحداثي هو نفسه الذي له تسارع صحيح g=1، بحيث يمكن عزل g من المعادلات.
المعادلة أعلاه،
{\displaystyle t={\frac {1}{g}}\operatorname {artanh} \left({\frac {T}{X}}\right),\;x={\sqrt {X^{2}-T^{2}}},\;y=Y,\;z=Z}
تم تبسيطها لقيم c=1. المعادلة غير المبسطة مناسبة أكثر لإيجاد بعد أفق رندلر، بدلالة g.
{\displaystyle {\begin{aligned}t&={\frac {c}{g}}\operatorname {artanh} \left({\frac {cT}{X}}\right)\;{\overset {X\,\gg \,cT}{\approx }}\;{\frac {c^{2}T}{gX}}\\X&\approx {\frac {c^{2}T}{gt}}\;{\overset {T\,\approx \,t}{\approx }}\;{\frac {c^{2}}{g}}\end{aligned}}}
باقي المقال سيتبع العرف g=1 وc=1، بحيث تكون وحدات X وx مساوية الوحدة 1 = c^2/g = 1. تذكر أن وضع g=1 ثانية ضوئية لكل ثانية مربعة يختلف تماما عن g=1 سنة ضوئية لكل سنة مربعة. حتى لو أخذنا وحدات تكون فيها c=1، فإن قيمة التسارع الصحيح g تعتمد على خيارنا للوحدات: مثلا، لو استعملنا وحدات سنة ضوئية للمسافة، (X أو x) والسنوات للزمن (T أو t), فهذا قد يعني g = 1 سنة ضوئية لكل سنة مربعة، وتكافئ تقريبا 9.5 متر في الثانية المربعة بينما لو اخترنا وحدات سنة ضوئية للمسافة، (X أو x), والثواني للزمن (T أو t)، فإن هذا يعني g = 1 ثانية ضوئية لكل ثانية مربعة، أو ما يعادل 299792458 م\ث2.

## مراقبو رندلر
في الخارطة الجديدة، من الطبيعي أخذ حقل الإطار المصاحب
{\displaystyle d\sigma ^{0}=-x\,dt,\;\;d\sigma ^{1}=dx,\;\;d\sigma ^{2}=dy,\;\;d\sigma ^{3}=dz}
والذي له حقلي إطار مزدوجين
{\displaystyle {\vec {e}}_{0}={\frac {1}{x}}\partial _{t},\;\;{\vec {e}}_{1}=\partial _{x},\;\;{\vec {e}}_{2}=\partial _{y},\;\;{\vec {e}}_{3}=\partial _{z}}
هذا يعرف إطار لورنتس محلي في الفضاء المماس في كل حدث (في المنطقة المغطاة بخارطة رندلر التي أسميناها وتد رندلر). إن المنحنيات التكاملية لوحدة مجال المتجهة شبه الزمني {\displaystyle \scriptstyle {\vec {e}}_{0}} تعطي توافقا شبه زمني، مؤلفا من خطوط العالم لعائلة من المراقبين تدعى مراقبي رندلر. تبدو خطوط العالم هذه في خارطة رندلر كخطوط الإحداثيات العمودية {\displaystyle \scriptstyle x\;=\;x_{0},\;y\;=\;y_{0},\;z\;=\;z_{0}}. باستخدام تحويل الإحداثيات المذكور أعلاه، نجد أنها تقابل أقواس قطع زائدي في الخارطة الديكارتية (الكارتيزية) الأصلية.

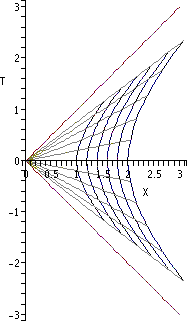
بعض ممثلي مراقبي رندلر (الأقواس الزائدية الزرقاء) تم تمثيلها باستعمال الخارطة الديكارتية. الخطوط الحمراء المائلة 45 درجةعن العمودي تمثل أفق رندل، يعرف نظام إحداثي رندلر فقط إلى يمين هذا السطح الحدي.

يعطى متجه التسارع لكل مراقب من المشتقة المتغايرة
{\displaystyle \nabla _{{\vec {e}}_{0}}{\vec {e}}_{0}={\frac {1}{x}}{\vec {e}}_{1}}
بمعنى أن كل مراقب رندلر يتسارع باتجاه {\displaystyle \scriptstyle \partial _{x}}.

## خاصية المفارقة
لاحظ أن مراقبي رندلر ذوي ثابت إحداثي صغير x يتسارعون بصعوبة للملاحقة. قد يبدو هذا مفاجئا لأنه وفقا لفيزياء نيوتن، المراقبين الذي لهم مسافة نسبية ثابتة يجب عليهم مشاركة نفس التسارع. لكن في الفيزياء النسبية، نجد أن نقطة النهاية المتخلفة لقضيب متسارع بقوة خارجية (موازية لمحور تماثله) يجب أن تتسارع بشكل أصعب قليلاً من نقطة نهاية القضيب المتقدمة، وإلا يجب عليها أن تنفصل. هذا جلي من تقلص لورنتز.
هذه الظاهرة تمثل أساس مفارقة سفينة بيل الفضائية ولكنها نتيجة بسيطة لحركية النسبية.

## مراقبوا منكوفسكي

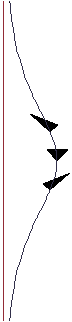
ممثل لمراقب منكوفسكي (محنى زائدي أزرق) بخارطة رندلر. أفق رندلر مبين باللون الأحمر.

من الجيد تقديم إطار بديل، معطى في خارطة منكوفسكي بالخيار الطبيعي
{\displaystyle {\vec {f}}_{0}=\partial _{T},\;{\vec {f}}_{1}=\partial _{X},\;{\vec {f}}_{2}=\partial _{Y},\;{\vec {f}}_{3}=\partial _{Z}}
بتحويل مجالات المتجه هذه باستعمال تحويل الإحداثي المعطى أعلاه، نجد أن هذا الإطار يصبح في خارطة رندلر
{\displaystyle {\begin{aligned}{\vec {f}}_{0}&={\frac {1}{x}}\cosh(t)\,\partial _{t}-\sinh(t)\,\partial _{x}\\{\vec {f}}_{1}&=-{\frac {1}{x}}\sinh(t)\,\partial _{t}+\cosh(t)\,\partial _{x}\\{\vec {f}}_{2}&=\partial _{y},\;{\vec {f}}_{3}=\partial _{z}\end{aligned}}}
بحساب مركبات الحركية للتطابق الشبيه بالزمن والمعرف بمجال وحدة المتجه {\displaystyle \scriptstyle {\vec {f}}_{0}}, نلاحظ أن التوسع والدوامية سيختفيان مرة أخرى، وكذلك متجه التسارع يختفي {\displaystyle \scriptstyle \nabla _{{\vec {f}}_{0}}{\vec {f}}_{0}\;=\;0}. بعبارة أخرى فهذا تطابق جيوديسي، المراقبون المقابلون سيكونون في حالة حركة عطالية. في الخارطة الديكارتية الأصلية، يكون هؤلاء المراقبون، الذين سندعوه مراقبو منكوفسكي، في وضعية السكون.